# Лорделу (Гимарайнш)
Лорделу (порт. Lordelo) — район (фрегезия) в Португалии, входит в округ Брага. Является составной частью муниципалитета Гимарайнш. Находится в составе крупной городской агломерации Большое Минью. По старому административному делению входил в провинцию Минью. Входит в экономико-статистический субрегион Аве, который входит в Северный регион. Население составляет 4641 человек на 2001 год. Занимает площадь 4,90 км².
Покровителем района считается Иаков Зеведеев (порт. São Tiago).